# Münchendorf
Münchendorf är en ort och kommun  i Österrike. Den ligger i distriktet Mödling i förbundslandet Niederösterreich, cirka 20 kilometer söder om Wien.